# Museo aeroespacial de San Diego
Museo aeroespacial de San Diego (en inglés: San Diego Aerospace Museum, SDASM, o también San Diego Air & Space Museum), es un museo sobre la aeronáutica y la exploración espacial en la ciudad de San Diego en Estados Unidos. Se encuentra en el parque Balboa, en el histórico edificio Ford. El 12 de octubre de 1961 se dio a conocer el proyecto y fue abierto al público el 15 de febrero de 1963.
Alberga la tercera mayor colección de archivos, fotografías y libros de aeronáutica. Tiene dos instalaciones anexas para las tareas de restauración y un campo abierto con diferentes aeronaves expuestas, un museo de maquetas y una tienda.
Desde el 2005 está afiliado al Instituto Smithsoniano junto con otros nueve museos en todo el país.

## Colección
El museo posee reproducciones y originales de aeronaves y vehículos espaciales, entre otros:
- Lockheed A-12
- réplica del Bowlus SP-1
- Convair F2Y Sea Dart
- El módulo «Gumdrop» del Apolo 9
- réplica del Spirit of St. Louis
- Curtiss 1912
- Montgomery 1911
- General Atomics MQ-1 Predator (número de cola 0018)
- Ryan Aeronautical Firebee
- maqueta a escala 1/2 del Northrop Grumman RQ-4 Global Hawk
- réplica del planeador Wright
- Supermarine Spitfire
- North American P-51D Mustang
- SPAD VII
- Nieuport 28
- Curtiss JN4 Jenny
- North American F-86F "Sabre"
- Mitsubishi A6M Zero
- Grumman F-14 Tomcat
- Mikoyan-Gurevich MiG-15
- Mikoyan-Gurevich MiG-17 (es de hecho una versión china, Shenyang J-5)
- McDonnell Douglas F-4 Phantom II
- Bell AH-1 Cobra
- PBY-5A Catalina
- maqueta del Horten Ho 229
- Boeing P-26 Peashooter
- Vought F4U Corsair
- Ryan X-13